# L'Écho de la fabrique
L'Écho de la fabrique est un journal hebdomadaire de presse ouvrière. Il se compose de 8 pages en deux colonnes. Il existe du 30 octobre 1831 au 4 mai 1834 sans qu'une interruption vienne perturber le rythme des publications.

## Description
C'est un journal de la communauté des canuts (chefs d'ateliers et ouvriers de la soie). Il leur permet de s'informer sur les nouvelles réglementations, les décisions de prud'hommes, les avancées techniques mais aussi de discuter de solution d'entre-aide, de projets mutualistes  (d'association, coopérative) mais aussi d'enseignement entre les membres et de ses modalités. Ils débattent des évolutions du métier face à la technologie, à la concurrence et de la manière de l'adapter, de résister aux crises. Le but est de préserver leur autonomie et leur liberté, de continuer à faire sans usine et sans le rythme beaucoup plus aliénant de cette dernière. C'est aussi un journal qui veut toucher à tous les aspects qui peuvent intéresser et d'une certaine manière divertir son lectorat avec des conseils d'« hygiène » d'un côté et de l'autre des charades, des poèmes... Le journal s'oppose régulièrement à celui de la préfecture, Courrier de Lyon.
Le 6 avril 1834, jour de l'enterrement à Lyon d'un chef d'atelier mutuelliste de confession protestante, suivi par 8 000 à 10 000 personnes, maîtres ouvriers mutuellistes et compagnons ferrandiniers, l'Écho de la fabrique publie le jour même une pétition signée par 2544 personnes contre la loi sur les associations, jugée liberticide.
Il est concurrencé par L'Écho des travailleurs en octobre 1833, qui veut aller au delà du mutualisme comme mode d'action ouvrier. Après la seconde insurrection (mai 1834) quelques successeurs continueront de façon plus sporadique le travail jusqu’aux lois répressives de l’automne 1835 : Tribune prolétaire (1834-1835), Union des travailleurs (1835), Nouvel Écho de la fabrique (1835), Indicateur (1834-1835, très fouriériste).[réf. souhaitée]
Antoine Vidal est le rédacteur en chef du journal fondé par Joachim Falconnet membre du Devoir Mutuel (association de secours mutuels), Marius Chastaing et d’autres encore rédigeront dans les pages de L'Écho de la fabrique.

## Mutuellisme, saint-simonisme, féminisme... influences politiques du journal
Selon Dolléans, une influence saint-simonienne et de Buchez serait perceptible dans l'Echo de la Fabrique. Il met aussi en avant le lien qui a existé avec le mouvement ouvrier anglais. des correspondances ont eu lieu pendant la campagne pour la journée de 8 h en Angleterre en 1833.
L' Écho de la fabrique est souvent crédité d'une tendance féministe remarquable pour l'époque : il publie pas moins d'une vingtaine d'articles spécialement dédiés au sort des femmes, « cette intéressante moitié du genre humain » comme il écrit et comme il est courant de dire alors. Ainsi, il publie de mars à avril 1833 un feuilleton de Louis Couailhac sur une canuse obligée de céder aux avances d'un négociant pour qu'il accepte de payer un travail livré par l'atelier familial. Cependant, il n'est jamais demandé une amélioration du sort des femmes pour elles-mêmes : c'est seulement par l'entremise de leur mari que leurs conditions de vie pourront s'améliorer. Ainsi, dans le conte sur la prostitution contrainte, c'est l'époux qui sera considéré comme le principal offensé, non l'épouse. Ni les canuts ni les saints-simoniens ne conçoivent vraiment l'existence d'une femme en dehors du cercle familial, donc elle reste relative à sa vie conjugale et à son mari. Par exemple, dans un article de décembre 1832, relatant la visite d'un saint-simonien à Lyon : « Par le développement de l’industrie, et son importance dans les faits de la vie, la fonction du travailleur est devenue sociale ; son éducation, sa profession, sa retraite doivent donc lui être garanties par la société ; éducation morale, intellectuelle et industrielle, avenir assuré pour lui, sa femme et ses enfants, voilà ce que le travailleur veut et désire. » 

## Projet numérique de publication des journaux de la presse ouvrière lyonnaise des années 1830.
Le site Écho de la fabrique de l'ENS de Lyon a numérisé tous les journaux avec un appareil critique et un outil de recherche philologique. On trouve aussi toute l'iconographie disponible dans les collections du musée Gadagne d'histoire de la ville de Lyon qui a des pièces sur la ville des canuts (1/3 de la ville a au paroxysme de cette industrie travaillé en lien avec la soierie lyonnaise).
L'Écho de la fabrique est aujourd'hui une base de recherche, par les méthodes de l'analyse de données textuelles, sur la façon dont se construit un sens dans les milieux de travail. Ce journal était pour les canuts le lieu d'une affirmation collégiale du discours des journalistes. Ils y trouvaient leurs propres repères, pour décrire la force de production canuse et par delà pour se l'approprier et lui donner un sens. Ainsi il est possible d'observer l'évolution littéraire des mots ouvrier, peuple ou prolétariat sous la plume d'Antoine Vidal. Le mot ouvrier y a plus une qualification de métier que de qualification de classe. Par exemple il participe à des expressions comme maître-ouvrier, chef d'atelier-ouvrier ; on le trouve également dans des expressions comme ouvrier de Lyon, ouvrier fabricant, ouvrier en soie. Sur cette base, qui qualifie une personne aussi bien qu'un groupe, Vidal va défendre son existence, le fait que cette personne, ce groupe, cette corporation, compte. C'est un motif très courant de l'époque, que l'on retrouve déjà dans les écrits révolutionnaires, par exemple chez Maximilien de Robespierre qui disait en 1789 :  « Le Peuple, qui est compté pour quelque chose, apprend à s’estimer lui-même. » Sur ce thème Vidal écrit, 40 ans après : « Le peuple sait aujourd’hui qu’il est pour quelque chose dans l’organisation sociale ». De l'estime de soi, on passe à l'organisation sociale : c'est un résumé de toute la position de l'Écho de la Fabrique. Cette notion de peuple va également nourrir la notion de prolétaire, d'abord en associant les deux par provocation, puisque peuple était une notion valorisante alors que prolétaire était une notion dévalorisante, provocation qui permettait de rejeter dans l'ombre la notion d'aristocratie, plaçant le prolétariat comme une action populaire et sociale. Par exemple, Vidal écrit : « Qu'on l'appelle peuple ou prolétaire, peu lui
importe ; il sait qu'il est nécessaire dans l'organisation sociale ». Par ces actions linguistiques, les journalistes construisent des notions et des conceptions qui seront reprises dans les mouvements populaires qui suivront.